# Elevação frontal
A elevação frontal é um exercício de musculação. Este exercício é um exercício isolado que isola a flexão do ombro. Atua principalmente no deltóide anterior, com assistência do serrátil anterior, do bíceps braquial e das partes claviculares do peitoral maior. A elevação frontal é normalmente realizado em três a cinco séries durante um treino de ombro. As repetições dependem do programa de treinamento e das metas do praticante.

## Execução
Para executar o exercício, o praticante fica em pé, com os pés afastados na largura dos ombros e os pesos ou alças de resistência mantidos ao lado do corpo com uma pegada pronada. O movimento consiste em elevar os braços à frente do corpo, ao nível dos olhos e com apenas uma ligeira flexão no cotovelo. Isso isola o músculo deltóide anterior (frente do ombro) e usa ele como motor primário para levantar o peso. Uma pegada neutra, semelhante ao usado na rosca martelo, também pode ser usado. Com essa variação, o peso é novamente elevado ao nível dos olhos, mas a um ângulo de 45 graus da frente do corpo.

## Músculos envolvidos
Os principais músculos envolvidos durante o movimento da elevação frontal são os do deltoide, mais especificamente a porção anterior (frontal) do deltoide que realiza a ação de levantar os braços.

## Galeria

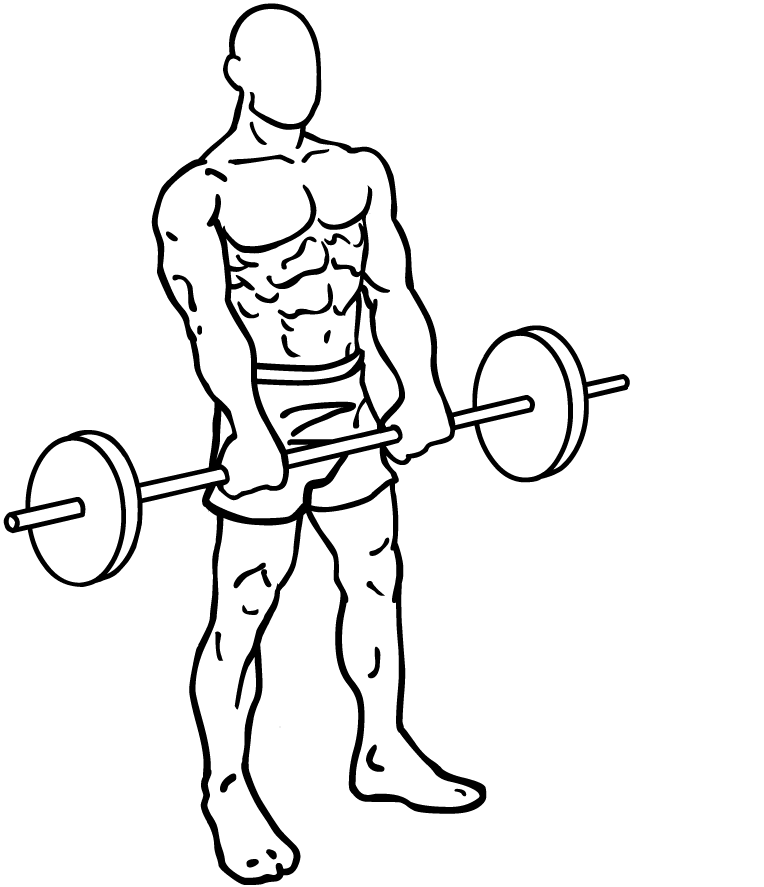
Início do movimento com barra
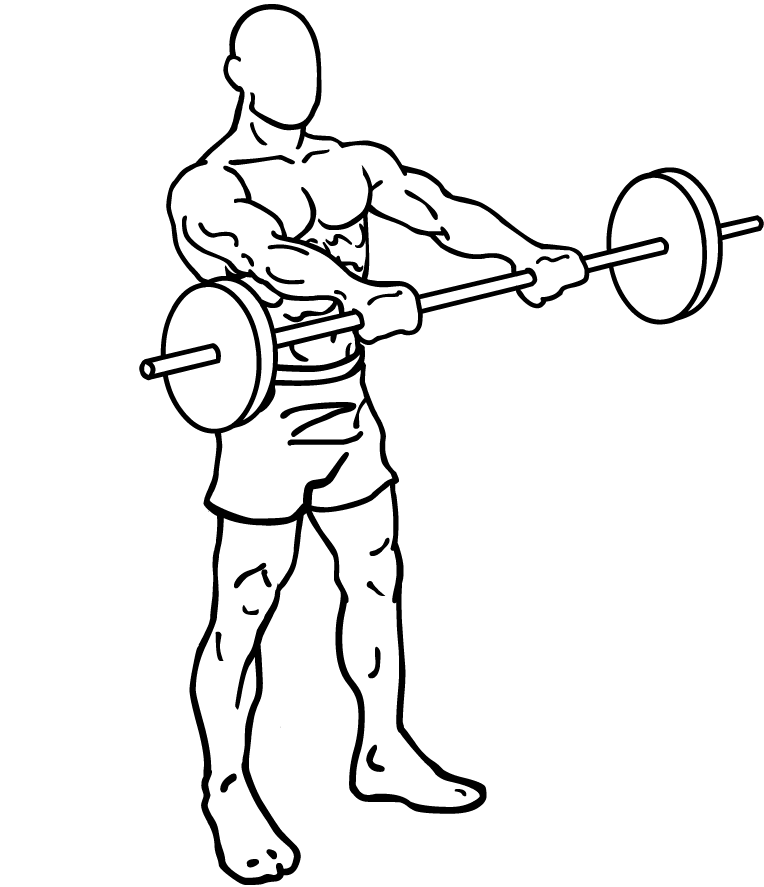
Final do movimento com barra
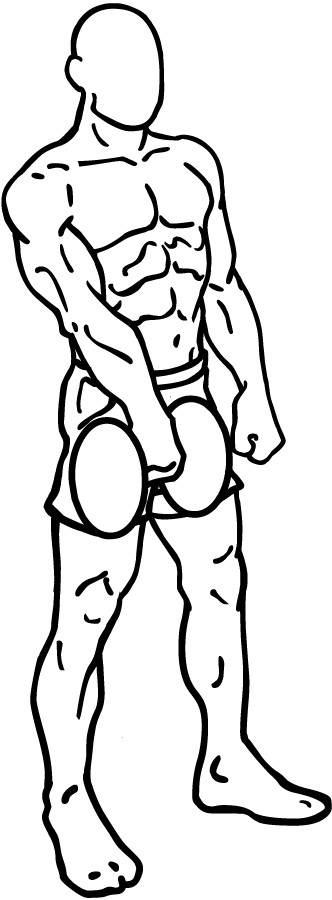
Início do movimento com halter
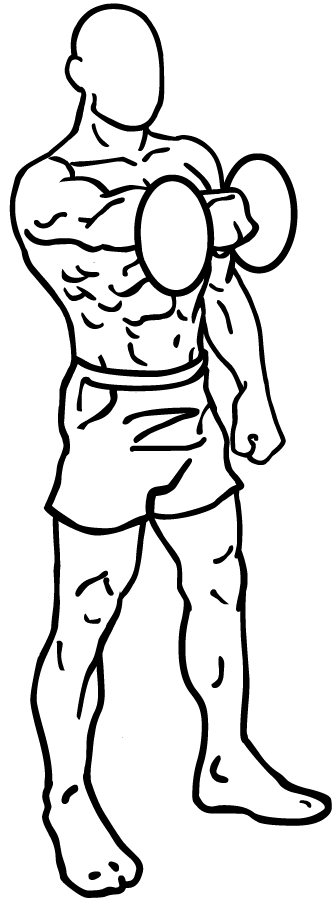
Final do movimento com halter
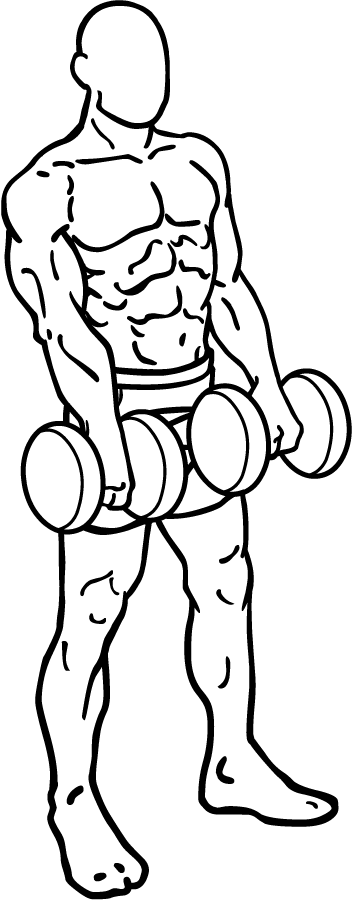
Com ambas as mãos simultaneamente
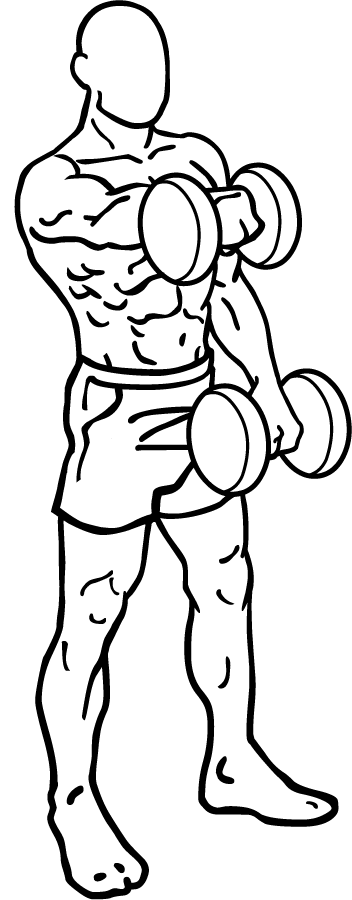